# Répertoire bibliographique des sciences mathématiques
Le répertoire bibliographique des sciences mathématiques (RBSM) est l'une des premières tentatives de classement systématique des articles, monographies et mémoires présentant un intérêt pour les sciences mathématiques.

## Histoire
Décidé en 1885 par la Société mathématique de France, le répertoire est réalisé entre 1894 et 1912 par le dépouillement de 180 revues et un nombre non précisé de monographies. Le dépouillement nécessite le travail de 50 mathématiciens de 16 pays sous la direction de Henri Poincaré.
La réalisation pratique est confiée à la société Gauthier-Villars qui le publie par livraisons, sous forme de fiches. Au total 2 000 fiches répertoriant 20 000 documents sont publiés en 20 séries de 100 fiches.
La classification est réalisée par domaines de plus en plus spécialisés ; elle a été publiée en livret séparé par Gauthier-Villars.
Le Répertoire était conçu pour classer aussi, rétroactivement, des monographies anciennes, antérieures à 1800. On en trouve ainsi du XVIIe siècle.
Il a été récemment informatisé dans le cadre de Gallica-MathDoc.

## Classification
Les articles parus dans les revues francophones de la fin du XIXe siècle portent un code composé de lettres et de chiffres, indiquant sa classification dans le Répertoire. Réciproquement, sur les fiches, les documents sont décrits sous le nom d'auteur, avec le titre du document, la revue, le tome, les pages concernées et l'année de publication.
Les revues sont indiquées sous des abréviations qui ne sont plus utilisées aujourd'hui. L'habitude de l'époque est d'indiquer les revues sous le nom de son directeur ou de son fondateur. Ainsi le Journal für die reine und angewandte Mathematik est-il désigné comme le journal de Crelle, son fondateur en 1825, et est abrégé en Cr. Il est plus délicat de voir dans l'abréviation AW les Annales de Wiedemann, c'est-à-dire les Annalen der Physik und Chemie, car Gustav Heinrich Wiedemann fut directeur de cette revue entre 1877 et 1899. L'abréviation BSV désigne le Bulletin de la société vaudoise des sciences naturelles. L'abréviation IN est mise pour « Institut Napoléon » et désigne en fait l'institut des Pays-Bas, qui fut créé en 1808 par Louis Bonaparte, roi des Pays-Bas. Cet institut est devenu au milieu du XIXe siècle l'Académie royale néerlandaise des arts et des sciences d’Amsterdam.